# Escut de Calaf
L'escut oficial de Calaf té el següent blasonament:
Escut caironat: de gules, un gos passant d'or acompanyat al cap d'un card de 3 flors d'or. Per timbre una corona mural de vila.

## Història
Va ser aprovat el 15 de novembre de 1991 i publicat al DOGC el 29 de novembre del mateix any amb el número 1524.
El gos, o ca, és el senyal parlant tradicional que fa referència al nom de la població. El card d'or sobre camper de gules prové de les armes parlants dels comtes de Cardona, senyors de la vila.